# مهارلو کهنه
مهارلو کهنه، روستایی از توابع بخش کوهنجان شهرستان سروستان در استان فارس ایران است.

## جمعیت
این روستا در دهستانمهارلو قرار دارد و براساس سرشماری مرکز آمار ایران در سال ۱۳۸۵، جمعیت آن ۶۲۰ نفر (۱۴۴خانوار) بوده‌است.